# Qarahlar-e Gūrkhāneh
Qarahlar-e Gūrkhāneh (persiska: قَرالَرِ كوه, قره لر گورخانه, Qarālar-e Kūh) är en ort i Iran.   Den ligger i provinsen Västazarbaijan, i den nordvästra delen av landet, 600 km väster om huvudstaden Teheran. Qarahlar-e Gūrkhāneh ligger 1 317 meter över havet och antalet invånare är 226.
Terrängen runt Qarahlar-e Gūrkhāneh är kuperad åt sydväst, men åt nordost är den platt. Terrängen runt Qarahlar-e Gūrkhāneh sluttar österut. Runt Qarahlar-e Gūrkhāneh är det ganska tätbefolkat, med 185 invånare per kvadratkilometer. Närmaste större samhälle är Urmia, 14,6 km norr om Qarahlar-e Gūrkhāneh. Trakten runt Qarahlar-e Gūrkhāneh består till största delen av jordbruksmark.